# Irrational Games
无理数游戏公司（曾称为2K波士顿），成立于1997年，由Looking Glass游戏工作室的三名前雇员：肯·萊文、Jonathan Chey和Robert Fermier创立。2006年1月9日，Take-Two Interactive宣布他们已经购买该工作室，并会在2K Games品牌发布游戏。
Irrational Games最大的两个工作室分别在美国麻薩諸塞州昆西和澳大利亚堪培拉。
第三个工作室，2K Marin是在2007年从2K Boston分离出来，五名员工离开并加入新公司。 2K Marin与2K Australia进行《生化奇兵2》的工作。
堪培拉工作室（2K Australia）是在2007年从波士顿工作室分离出来，与2K Marin在2010年合并。
肯·萊文在2014年2月18日宣布Irrational Games将关闭。2017年2月，宣布工作室重塑為鬼故事游戏公司。

## 旗下游戏

### Irrational Games開發
| 1999 | 《網路奇兵2》                        | 是     | 不適用 | 是 | 不適用 |
| 2002 | 《自由武力》                         | 是     | 不適用 | 是 | 不適用 |
| 2004 | 《銀河生死鬥：復仇祭》               | 否     | 不適用 | 是 | 不適用 |
| 2005 | 《自由武力 vs 第三帝國》             | 否     | 不適用 | 是 | 不適用 |
| 2005 | 《迅雷先鋒4》                        | 是     | 不適用 | 是 | 不適用 |
| 2006 | 《迅雷先鋒4：黑幫風雲》              | 不適用 | 不適用 | 是 | 不適用 |
| 2013 | 《生化奇兵：無限之城》               | 是     | 是     | 是 | 是     |
| 2013 | 《生化奇兵：無限之城 - 海葬 首部曲》 | 是     | 是     | 是 | 是     |
| 2014 | 《生化奇兵：無限之城 - 海葬 二部曲》 | 是     | 是     | 是 | 是     |

### 2K Boston開發
| 年份 | 名稱         | 平台              | 發行商   |
| ---- | ------------ | ----------------- | -------- |
| 2007 | 《生化奇兵》 | Microsoft Windows | 2K Games |
| 2007 | 《生化奇兵》 | Xbox 360          | 2K Games |
| 2008 | 《生化奇兵》 | PlayStation 3     | 2K Games |

### 已取消游戏
- 《Deep Cover》
- 《Division 9》
- 《Monster Island》
- 《The Lost（英语：The Lost (video game)）》
- 《Freedom Force 3》
- 未命名的《生化奇兵》PlayStation Vita版